# Rudolf od Ponthieua
Grof Rudolf od Ponthieua († 866.) bio je sin grofa Hwelfa i gospe Hedvige Bavarske te brat carice Judite Bavarske, koja je bila supruga cara Ludviga Pobožnog. Judita je uspjela postići da Rudolf postane opat laik.
U travnju 830., franački su se plemići pobunili protiv Juditinog supruga, kako bi ga „oslobodili” utjecaja Judite. Judita i njezina braća Rudolf i Konrad bili su zatočeni u akvitanskim samostanima. Kad je Juditin sin Karlo Ćelavi zavladao, oslobodio je svoje ujake.

## Djeca
Rudolf i njegova supruga Hruodun imali su djecu:
- Konrad, grof Pariza i Sensa
- Welf, opat Sainte-Colombe-de-Sensa
- Hugo, lord Saint-Saulvea
- Rudolf, vojvoda Recije